# Thalassianthus kraepelini
Thalassianthus kraepelini is een zeeanemonensoort uit de familie Thalassianthidae.
Thalassianthus kraepelini is voor het eerst wetenschappelijk beschreven door Carlgren in 1900.